# Rektorspalatset
Rektorspalatset (kroatiska: Knežev dvor, italienska: Palazzo dei Rettori) är ett kulturminnesmärkt palats i den av Unesco världsarvslistade Gamla stan i Dubrovnik i Kroatien. Med grunder från 1200-talet tjänade den fram till år 1808 som säte för fursten och det styrande rådet i den forna Republiken Ragusa. Sedan år 1950 är Dubrovniks kulturhistoriska museum inhyst i byggnaden.
Palatset är en av de viktigaste minnesmärkena av profan arkitektur längs den kroatiska adriatiska kusten och är en av stadens turistattraktioner. Det är beläget strax norr om Dubrovniks katedral och Marin Držićs torg.

## Historik
Byggnadens historia kan spåras långt bak i tiden och under flera århundraden utgjorde den navet för Republiken Ragusas förvaltning och politik. I äldre krönikor från 1200-talet nämns ett kastell (castellum) med fyra torn på platsen för dagens byggnad. Med romerska och venetianska palats som förebild antog kastellet genom ombyggnationer på 1300-talet en mer palatsliknande skepnad.
Rektorspalatset hyste furstens kansli och var säte för Republikens regering. Men det tjänade också som stadens domstol, fängelse och krutförråd. Det sistnämnda hade förödande inverkan på palatsets historia. År 1435 skadades byggnaden mycket svårt i en brand som föranleddes av en krutexplosion. Den efterföljande restaureringen fortgick åren 1435–1463. År 1463 skadades byggnaden ånyo i en andra krutexplosion vilket ledde till att myndigheterna beslutade att förlägga stadens krutförråd på annan plats. I den stora jordbävningen år 1667 skadades byggnadens interiör och den efterföljande restaureringen skulle fortgå i tre decennier.        

## Arkitektur
Rektorspalatset är en hybrid av olika arkitekturstilar och bär stildrag från gotiken, renässansen och barocken. Flera lokala och italienska samtida mästare tillskrivs dess utformning, däribland arkitekterna Onofrio di Giordano della Cava från Neapel, Pietro di Martino från Milano, Michelozzo di Bartolommeo från Florens och Juraj Dalmatinac från Zadar. 
Efter branden år 1435 anlitades della Cava för att restaurera palatset. Denne hade tidigare utformat Onofrios stora fontän och Onofrios lilla fontän i Dubrovnik. Äldre krönikor berättar att myndigheterna beslutade att riva vad som kvarstod av det tidigare palatset och uppföra ett ännu större och mer storslaget palats. Analyser av byggnaden har dock visat att väggar från den äldre konstruktionen som hade klarats sig i branden användes i uppförandet av det nya palatset. I restaureringen fick byggnaden stildrag från sengotiken och ornament som tillskrivs di Martino.   
Efter krutexplosionen år 1463 anlitades mästarna di Bartolommeo och Dalmatinac att leda restaureringsarbetena. Palatset fick då stildrag och detaljer från den vid tiden förhärskande renässansen. Efter den stora jordbävningen år 1667 tillkom detaljer och stildrag från barocken och nygotiken. Byggnadens sista mer omfattande renovering genomfördes 1982–1984.

## Kultur
Rektorspalatset rymmer idag Dubrovniks kulturhistoriska museum som genom sin utställning av bland annat tidsenliga möbler, målningar av venetianska och dalmatiska konstnärer, mynt, vikter och mått ger en bild av stadens historia. I museet visas över 15 000 objekt från tiden då stadens handel konstliv blomstrade. 
Under Dubrovniks sommarfestival anordnas konserter på palatsets innergård.

## Galleri

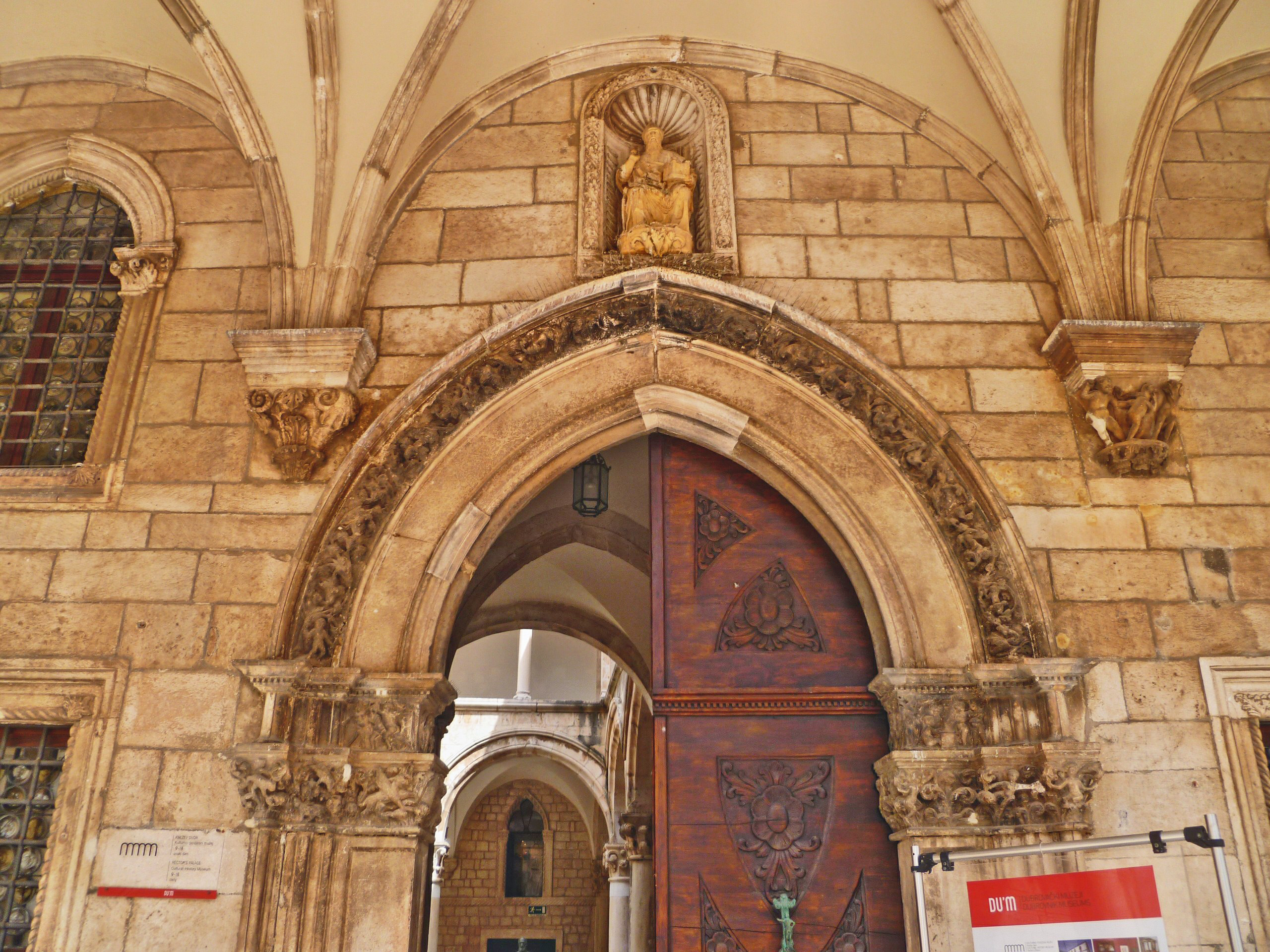
Rektorspalatsets huvudentré.
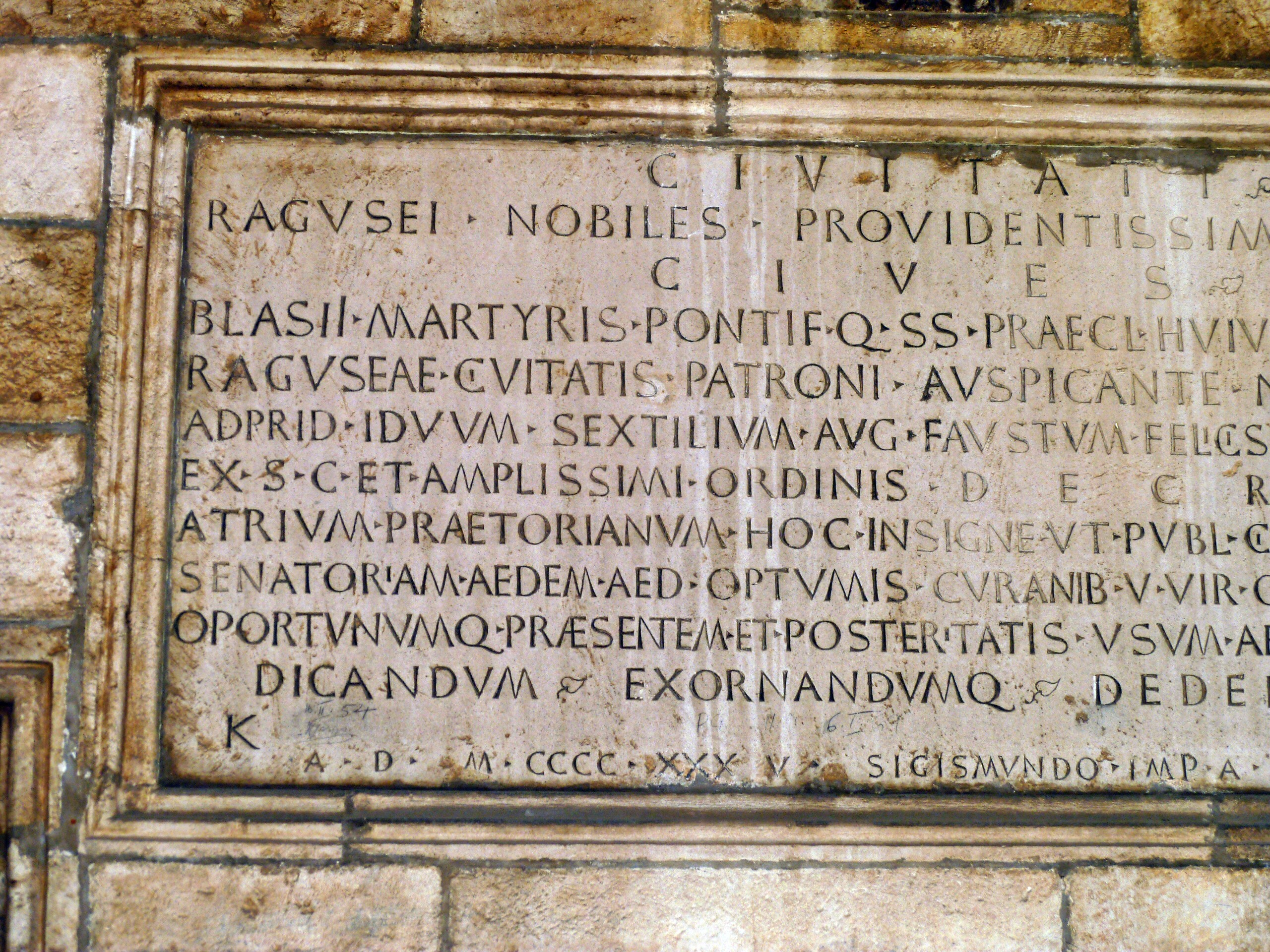
Stentavla med latinsk inskription.
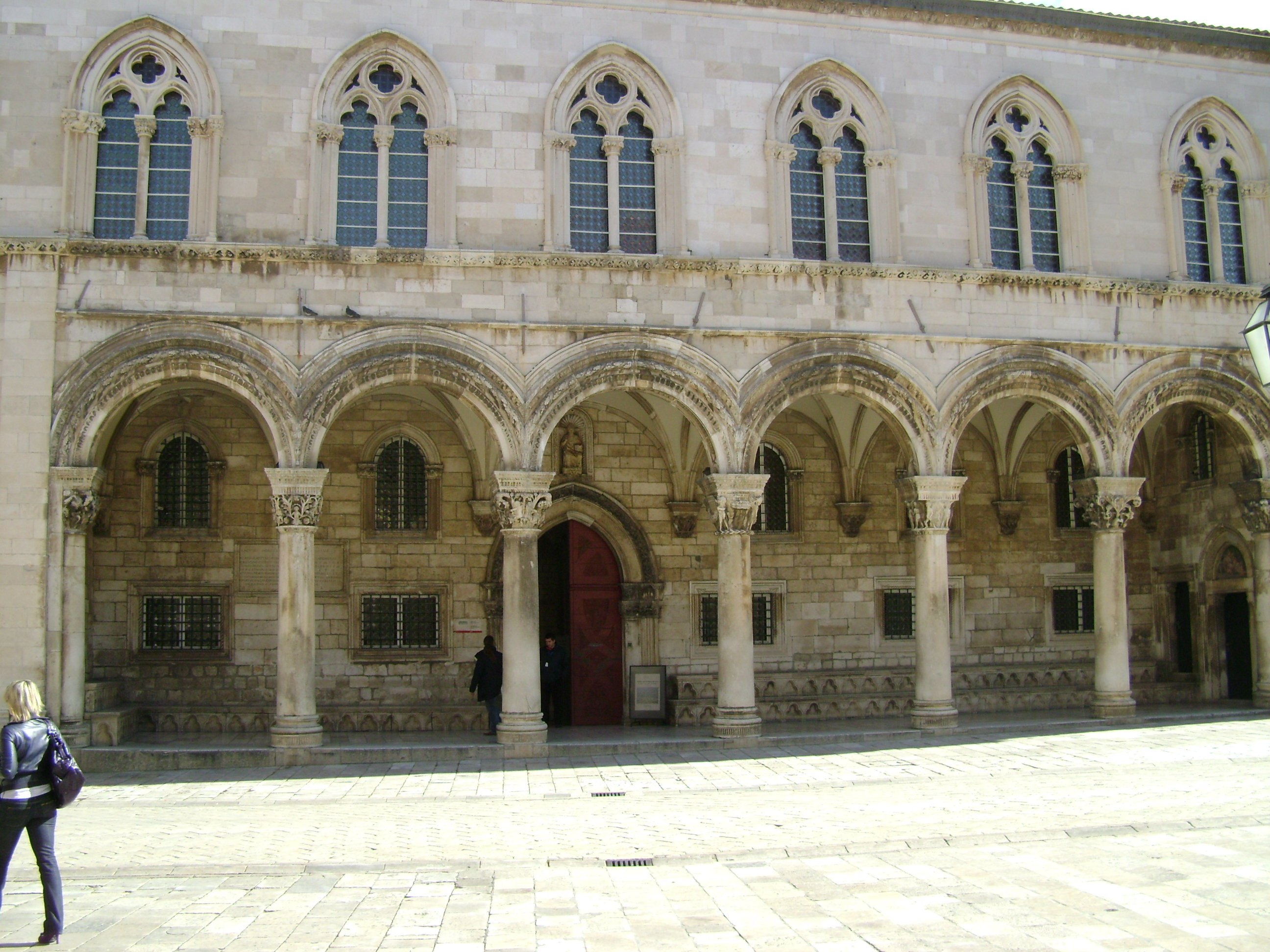
Palatsets arkad.
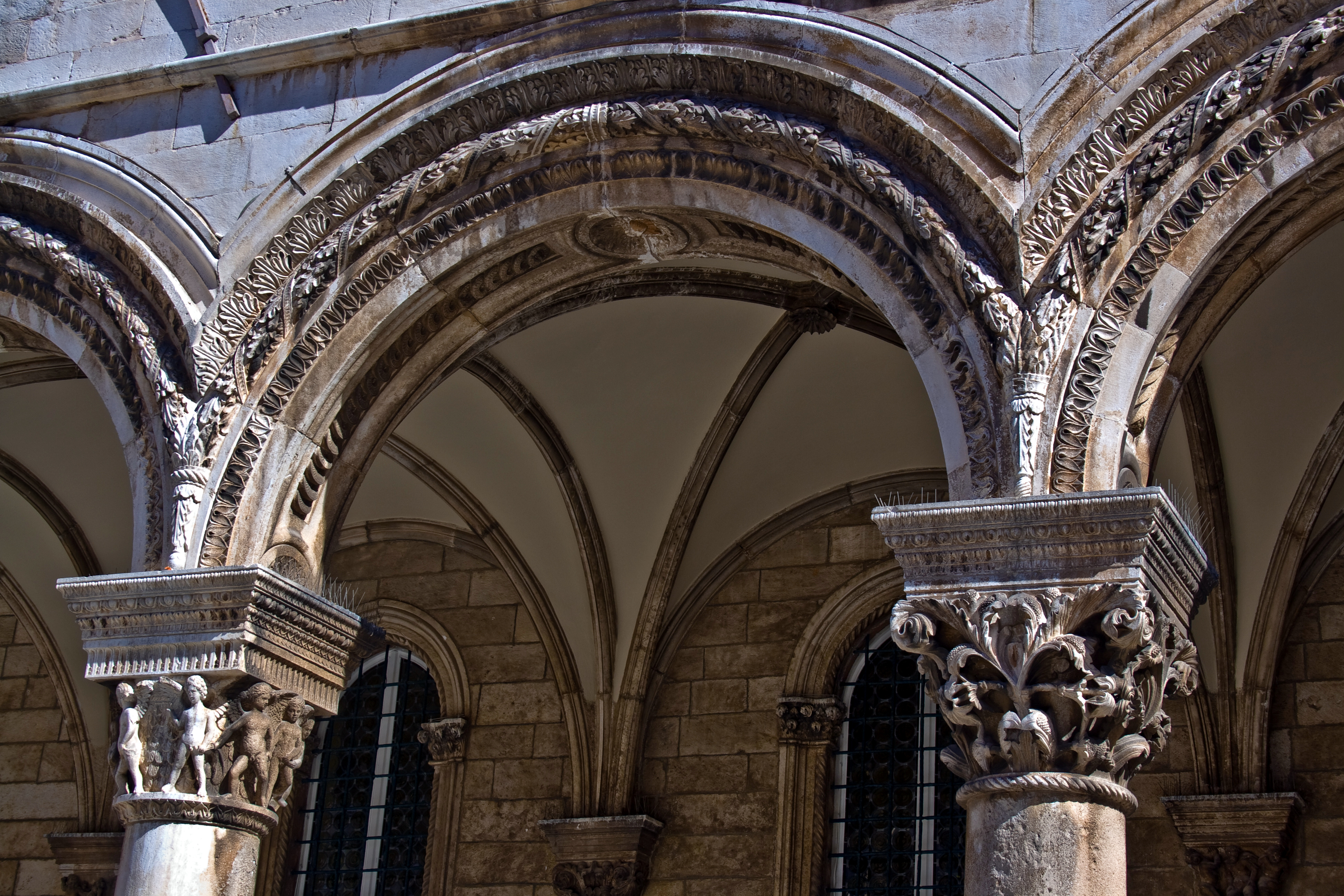
Arkadens korintiska kolonner.

## Fotnoter
1. ↑  Kroatiska kulturdepartementets lista över kulturminnesskyddade objekt (kroatiska)
2. ↑  Dubrovniks museer (engelska)
3. ↑  Dubrovniks turistförening Arkiverad 1 oktober 2011 hämtat från the Wayback Machine. (kroatiska)
4. 1 2 3  Dubrovniks kulturhistoriska museum Arkiverad 3 mars 2016 hämtat från the Wayback Machine. (engelska)